# Син Маски
Син Маски (англ. Son of the Mask) — американська кінокомедія 2005 року режисера Лоуренса Гатермана. Продовження фільму «Маска» 1994 року. Стрічка мало пов'язана з оригінальною картиною, цей фільм в цілому багато запозичує від попередника, але розповідає трохи іншу історію. Джим Керрі відмовився від участі у стрічці, а тому сценаристи створили нового героя і запросили на головну роль актора Джеймі Кеннеді. На створення фільму витратили бюджет в розмірі 80 млн доларів, але в світовому прокаті зібрали лише половину від вкладених коштів. Також фільм був номінований у семи категоріях на «Золоту малину», але переміг тільки в одній.

## Сюжет
Художник-карикатурист Тім Евері раптово став володарем чарівної, легендарної маски, створеної в стародавні часи божеством Локі. У Тіма, є маленький син, який має здібності, що перевершують звичайні можливості нормальної людини. Коли малюк знаходить магічну маску, він спільно з улюбленим собакою починають дуркувати. Унікальні властивості маски настільки великі, що в будинку швидко починається бардак і безлад. Але це лише квіточки, а ягідки починаються тоді — коли за своєю маскою приходить сам Локі. Він не зупиниться ні перед чим аби повернути свою власність.

## У ролях
| Актор           | Роль                |
| --------------- | ------------------- |
| Джеймі Кеннеді  | Тім Евері / Маска   |
| Алан Каммінг    | Локі                |
| Трейлор Говард  | Тоня Евері          |
| Кел Пенн        | Хорхе               |
| Стівен Райт     | Деніел Мосс         |
| Боб Госкінс     | Одін                |
| Бен Стейн       | доктор Артур Ньюмен |
| Магда Шубанські | Бетті               |
| Сенді Вінтон    | Кріс                |
| Ребекка Мейсі   | Клейр               |
| Раян Джонсон    | Чед                 |
| Вікторія Тейн   | Сильвія             |
| Петер Флетт     | пан Кемпербі        |
| Аманда Сміт     | пані Бебкок         |
| Деймон Герріман | працівник Animagine |